# Таштимеров, Денис Раильевич
Денис Раильевич Таштимеров (род. 24 августа 1999, Тобольск, Тюменская область) — российский биатлонист, двукратный чемпион России. Мастер спорта России.

## Биография
Родился в Тобольске. Окончил школу олимпийского резерва имени Л. Н. Носковой. Тренировался у Виктора Мещерякова, Максима Кугаевского.

### Карьера
Неоднократно становился победителем и призёром всероссийских соревнований по биатлону среди юниоров.
Дебютировал на международных соревнованиях в феврале 2017 года на Европейском юношеском олимпийском фестивале в турецком Эрзуруме, где стал 9-м в спринте и 6-м – в гонке преследования.
На юношеском чемпионате мира 2018 года в эстонском Отепя Таштимеров стал победителем в составе эстафеты. Летом того же года участвовал на летнем первенстве мира в чешском Нове-Место-на-Мораве, но высоких результатов не показал.
В 2021 году стал двукратным чемпионом России, выиграв суперпасьют в Тюмени и одиночную смешанную эстафету с Викторией Сливко в Ханты-Мансийске. Впоследствии Таштимеров вошёл в состав сборной России для подготовки к сезону 2021/22 в группу тренера Сергея Башкирова. 
На летнем чемпионате России-2021 стал вторым в индивидуальной гонке и третьим в спринте, однако на международные старты не отобрался, и весь сезон он провёл на внутрироссийских стартах. В феврале 2022 года Таштимеров выиграл бронзу Чемпионата России, став третьим в командной гонке.
В 2023 году Таштимеров принял решение завершить карьеру из-за проблем с сердцем.